# Adaeulum brevidentatum
Adaeulum brevidentatum is een hooiwagen uit de familie Triaenonychidae. De wetenschappelijke naam van Adaeulum brevidentatum gaat terug op Lawrence, 1934.